# Ditassa congesta
Ditassa congesta är en oleanderväxtart som beskrevs av Fourn.. Ditassa congesta ingår i släktet Ditassa och familjen oleanderväxter. Inga underarter finns listade i Catalogue of Life.